# Glossogobius intermedius
Glossogobius intermedius é uma espécie de peixe da família Gobiidae.
É endémica da Indonésia.